# AK-230
AK-230, sovjetski dvocijevni automatski brodski top 30 mm, namijenjen za neposrednu protuzračnu obranu broda.

## Razvoj
Razvoj automatskog brodskog topa AK-230 počeo je 1956. godine u konstrukcijskim biroima "OKB-43" i "OKB-16". Dvije godine kasnije prvi prototipovi su testirani, a top AK-230 je u naoružanje uveden 1962. godine. Samo za potrebe ratne mornarice bivšeg SSSR-a proizvedeno je preko 1000 topova ovog tipa, a velike količine su proizvedene i za izvoz. 

## Opis
Dvocijevni automatski top 30 mm AK-230 namijenjen je za neposrednu protuzračnu obranu broda, a može se koristiti i za djelovanje protiv ciljeva na moru i na obali. Predviđen je za ugradnju na sve tipove ratnih borodva - od ophodnih brodova do krstarica.
U daljinski upravljanu kupolu smještena su dva automata NN-30 kalibra 30 mm. Brzina gađanja svakog automata je 1050 met/min. Top se hrani iz redenika kapaciteta 500 metaka po cijevi, smještenog u spremištu ispod kupole. Koristi tri tipa streljiva:
- metak s fragmentacijskim-razornim-zapaljivim projektilom OF-83,
- metak s razornim projektilom F-83 i
- metak s probojno-obilježavajućim zrnom BR-83.

Masa metka je 1,066 kg, a početna brzina projektila 1050 do 1060 m/s. U normalnim uvjetima dozvoljena dužina rafala je 100 metaka po cijevi, nakon čega je potrebno hlađenje od 15 do 20 minuta. U slučaju potrebe moguće je ispaliti svih 500 metaka iz redenika, s pauzama od 15-20 sekundi između svakih 100 metaka, ali tada se smanjuje vijek cijevi i može doći do oštećenja pojedinih dijelova automata. Za upravljanje vatrom koristi se radarski sustav MR-104 Ris (NATO oznaka "Drum Tilt") koji radi u H i I opsezima.
Za naoružavanje minolovaca je 1963. godine razvijena inačica AK-230M, izrađena od posebnih antimagnetnih materijala. Za upravljanje vatrom ovog topa koristi se mehanička ciljnička sprava.

## Inačice
- AK-230 tip A - za brodove sa sustavom napajanja 220 V DC.
- AK-230 tip B - za brodove sa sustavom napajanja 380 V AC.
- AK-230M - izrađena od posebnih antimagnetnih materijala za naoružavanje minolovac. Za upravljanje vatrom ovog topa koristi se mehanička ciljnička sprava.
- Tip 69 - kineska inačica, ukupne težine 3.600 kg. Čahure se izbacuju izvan kupole